# Cello Akademie Rutesheim
Die Cello Akademie Rutesheim ist eine in Rutesheim angesiedelte Kultureinrichtung zur Förderung des Violoncellos. Neben internationalen Meisterkursen für klassisches Cello sowie Jazz-Cello und innovativen Konzerten mit Uraufführungen bietet sie ein umfassendes Education-Programm an. Durch ihr Wirken im ländlichen Gebiet zwischen der Region Stuttgart und dem Schwarzwald wirkt sie strukturfördernd. Seit ihrer Gründung im Jahr 2009 findet sie jährlich statt, zunächst an Pfingsten, seit 2013 in den Herbstferien. Gründer und Leiter ist der Cellist Matthias Trück, Träger ist der gemeinnützige Verein Cello Akademie Rutesheim e. V.

## Meisterkurse und Lehrende
Die Meisterkurse richten sich an Cello-Studenten aus der ganzen Welt, die auf der Grundlage eingereichter Aufnahmen sowie Videos von den Dozenten ausgewählt werden. Seit 2009 haben mehr als 500 junge Studenten aus der ganzen Welt bei folgenden Dozenten Meisterkurse besucht:
- Claudio Bohórquez (2009–2019)[4][5][6]
- László Fenyö (2009–2014)[4]
- Danjulo Ishizaka (2015–2019)[5][6]
- Jens Peter Maintz (2009–2019)[4][5][6]
- Wolfgang Emanuel Schmidt (2009–2018)[4][5]
- Troels Svane (2013 + 2015)
- Wen-Sinn Yang (2010–2019)[5][6]

## Bekannte Absolventen
- Bruno Delepelaire, erster Solocellist der Berliner Philharmoniker
- Léonard Frey-Maibach, erster Solocellist am Gewandhausorchester Leipzig
- Andreij Ionita, 1. Preisträger des Tschaikowsky-Wettbewerbs 2015
- Jakob Spahn, Solocellist an der Bayerischen Staatsoper

## Jazz-Meisterkurs
Seit 2012 gibt der Jazz-Cellist Stephan Braun an der Cello-Akademie Rutesheim Einzel- und Ensemblekurse für Jazz-Cello.

## Konzerte, Solisten und Orchester
Seit 2009 haben über 23.000 Musikfreunde Konzerte mit folgenden Künstlern besucht:
Solisten
- alle Dozenten der Akademie
- zahlreiche Studierende der Akademie
- Wolfram Huschke
- Stephan Braun
- Giovanni Sollima

Ensembles und Orchester
- 2CELLOS
- Bosch‐Streichersolisten
- Budapest Strings
- Cello Duello
- GlasBlasSing-Quintett
- Orchester der Kulturen
- ponticellos
- quattrocelli
- Rastrelli Cello Quartett
- Rock4
- Stuttgarter Kammerorchester
- Südwestdeutsches Kammerorchester Pforzheim
- Württembergische Philharmonie Reutlingen

## Uraufführungen und Kompositionsaufträge
Durch zahlreiche Uraufführungen und die Vergabe von Kompositionsaufträgen fördert die Cello Akademie Rutesheim die Entwicklung des Cellorepertoires der Gegenwart:
2010
- Lalo Schifrin: crosscurrents (Auftragskomposition)[7]

2011
- Fabrice Bollon: Pop Suite für Violoncello Solo
- Enjott Schneider: Cellokonzert Nr. 1 „Dugud“ (Auftragskomposition)[8]

2012
- Adrian Werum: „Rock & Co“ (Auftragskomposition)

2013
- Christian Jost: Rumor Images für Violoncello und Klavier[9]
- Enjott Schneider: Doppelkonzert (für Violoncello) „Dr. Jekyll & Mr. Hyde“ (Auftragskomposition)[10]

2014
- Enjott Schneider: Sulamith. Danses sacrées für Violoncello und Streicher[11]

2019
- Thomas Prechl[2]
- Sarah Gait[2]

## Spielstätten
Die Spielstätten der Cello Akademie Rutesheim befinden sich im Schulzentrum Rutesheim. Neben der Aula, in der Kammermusik aufgeführt wird, findet die Mehrzahl der Orchester- und Ensemblekonzerte in der Halle Bühl II statt, die sich alljährlich in einen Konzertsaal verwandelt. Durch umfangreiche Bühnen- und Lichttechnik sowie anspruchsvolle Beschallungsmaßnahmen wird dabei ein Raum geschaffen, in dem sich Klänge und Farben zu einem künstlerischen Ganzen vereinen.

## Education
Mit Unterstützung der PwC-Stiftung bot die Cello Akademie Rutesheim 2015 das deutschlandweite Kulturvermittlungsprojekt TONALiA zum ersten Mal in Süddeutschland an. Dabei gaben sieben Studierende der Meisterkurse im Alter von 19 bis 21 Jahren, die im Rahmen der Akademie als Solisten mit Orchester konzertieren, in Partnerschulen aus und um Rutesheim Gesprächskonzerte.
Partnerschulen 2015:
- Gymnasium Rutesheim
- Realschule Rutesheim
- Theodor-Heuss-Schule Rutesheim
- Johannes-Kepler-Gymnasium Weil der Stadt

Zwischen den Schülern und den zuweilen kaum älteren Solisten ergaben sich spannende, motivierende Gespräche für alle Teilnehmer. Die Schüler der Partnerschulen wiederum erhielten Gelegenheit, im Rahmen der Cello Akademie unter professioneller Anleitung in die Berufsfelder Konzertmanagement und Bühnentechnik hineinzuschnuppern.

## Cello-Orchester Baden-Württemberg
Das 2011 gegründete Cello-Orchester Baden-Württemberg ist eine Initiative der Cello Akademie Rutesheim zur Förderung des Ensemblespiels. Sie wendet sich an Laienmusiker jeden Alters, die das Cellospiel in symphonischer Besetzung ausüben möchten. Die über 100 Mitspieler kommen aus dem gesamten Bundesgebiet und zunehmend auch aus dem Ausland. Das Repertoire umfasst Arrangements bekannter Filmmusiken und Rock-Titel. Bei der Akademie 2011 spielte das Cello-Orchester Baden-Württemberg mehrere Stücke der Cello-Rockband Apocalyptica. Als die Band auf ein Youtube-Videos dieses Konzerts aufmerksam wurde, entstand der Wunsch nach einer Zusammenarbeit, die 2014 ihren Höhepunkt in der Probenmitwirkung des Apocalyptica-Gründungsmitglieds Max Lilja erfuhr.
Leiter des Cello-Orchesters:
- 2011–2012: Ekkehard Hessenbruch, Jochen Kefer, Giga Khelaia
- 2013: Ekkehard Hessenbruch, Jochen Kefer
- 2014: Ekkehard Hessenbruch, Jochen Kefer, Max Lilja
- 2015: Ekkehard Hessenbruch, Jochen Kefer
- 2016: Gunther Tiedemann[14]